# Outcast (videojoc)
Outcast és un videojoc d'aventura i acció del desenvolupador belga Appeal, llançat el 1999 per Infogrames. Va ser nomenat l'«Adventure Game of the Year» per GameSpot el mateix any.

## Trama
L'any 2007, el Governs dels Estats Units d'Amèrica envia amb èxit una sonda a un mon aliè en un univers paral·lel. La sonda comença a transmetre un vídeo amb imatges a la Terra. En aquest vídeo, després d'uns quants minuts de transmissió, una forma de vida alienígena descobreix la sonda i la destrueix, causant una reacció imprevista d'energia i creant un forat negre que amenaça la Terra. Cutter Slade, ex-Navy Seal, és encarregat amb la missió d'escoltar a tres científics (William Kauffman, Anthony Xue i Marion Wolfe) en un viatge a aquest món estrany per recuperar la sonda i tancar el forat negre.
Quan l'equip arriba a aquest estrany món alienígena anomenat Adelpha, Cutter és separat dels altres científics i és aclamat pels nadius com el seu messies, l'Ulukai.
Adelpha es un món paral·lel al nostre i és l'escenari on té lloc Outcast. La població del planeta s'anomena Talan. El seu nivell de tecnologia és comprable al nivell de l'Europa Medieval, encara que disposen d'armes de foc basades en energia i portals transcontinentals que es fan servir per viatjar entre regions del planeta.
En el moment en què Cutter arriba al planeta, aquest es troba sota una fèrria dictadura, quan històricament sempre havia viscut en pau i harmonia.
Cutter descobreix que els membres de l'expedició no tan sols s'han separat geogràficament, sinó també temporalment. Marrion Wolfe va arribar poc abans que ell, però els seus companys Kauffman i Xue van arribar dècades abans. Aquest últim va prendre el poder militar d'Adelpha i es va convertir en el seu líder, mentre Kauffman, que no va poder parar a Xue, va iniciar el culte religiós a la figura de l'Ulukai, algú no Talan que arribaria per rescatar-los de la tirania; preparava l'arribada del nostre heroi Cutter Slade.

## Seqüela
L'any 2001 es va planificar una seqüela anomenada Outcast II: El paradís perdut, per PC i PlayStation 2. Durant el seu desenvolupament, Appeal va entrar en fallida i el desenvolupament del videojoc es va aturar.
Des del 2003, un grup de fans del videojoc Outcast, anomenats Outcasts Eterns, van crear una seqüela gratuïta anomenada Open Outcast, un mod per a Cryis Wars. L'any 2013 es va seprar del joc per no ser un mod i es va renomenar com a Outcast: Legacy of the Yods, encara que es va eliminar la paraula "Outcast" del títol per evitar conflictes legals amb el Copyright. Finalment el joc acabaria amb el títol Legacy of the Yods.

### Reedició
El 20 d'abril de 2010 Outcast es va llençar de manera oficial com am a còpia digital. Aquesta versió del joc incloïa la solució a diferents problemes i errors i el feia jugable per als ordinadors moderns.

### Resurrecció
El 3 de juliol de 2013, Yann Robert, Franck Sauer i Yves Grolet, els directors del videojoc a Appeal, van adquirir els drets de la franquícia amb la intenció de reprendre-la.
El 7 d'abril del 2014 van iniciar una campanya de crowdfunding per Kickstarter amb la meta de 600.000$ per poder crear un remake d'alta definició. La campanya va fracassar, ja que només es va aconseguir un 45% dels fons desitjats.
El 7 de novembre de 2017 es va llençar un remake del joc original anomenat Outcast: Second Contact, disponible per Microsoft Windows, Playstation 4 i Xbox One.